# Kalkylering
Kalkylering kan även innebära beräkning.

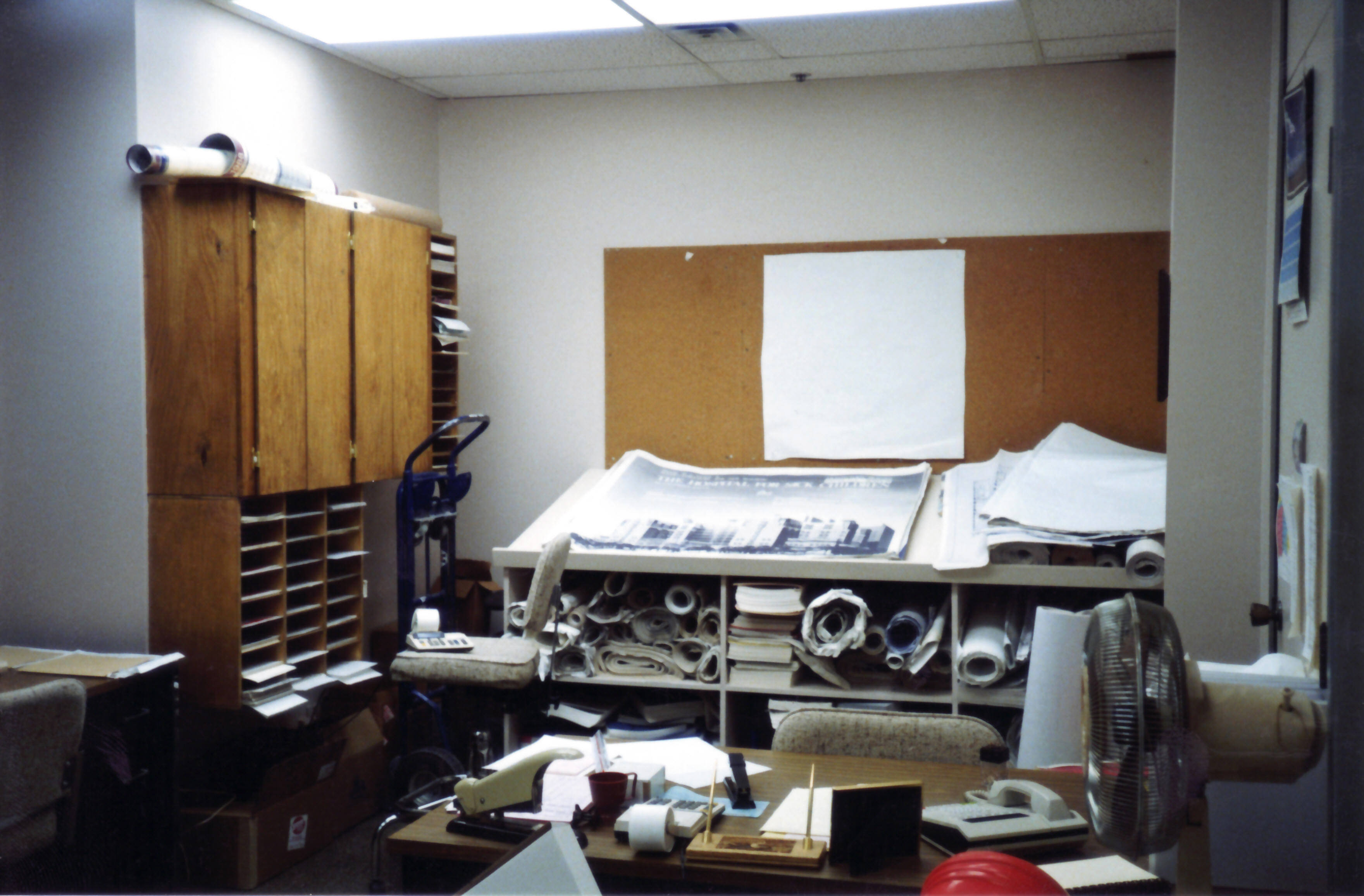
En kalkylators kontor.

Kalkylering innebär att man upprättar kostnadskalkyler, d.v.s uppskattar vad något kommer att kosta i förväg, till exempel vad den slutliga kostnaden för en byggnad kommer att bli eller vad kostnaden blir per styck för en tillverkad vara. Med så kallad investeringskalkylering beräknar man exempelvis den tid det tar för en investering att betala sig.
Den som upprättar kalkyler kallas kalkylator, även andra benämningar så som kalkylingenjör förekommer.
Varukostnad är inköpskostnad (fakturakostnad plus hemtagningskostnad). Även sålda varor inköpskostnad under viss period.